# کاله کریت
کاله کریت (استونیایی: Kalle Kriit؛ زادهٔ ۱۳ نوامبر ۱۹۸۳) دوچرخه‌سوار اهل استونی است.
وی در مسابقات مهمی همچون مسابقات قهرمانی دوچرخه‌سواری جاده جهان ۲۰۱۰ و جیرو دیتالیا ۲۰۱۰ شرکت کرده است.